# Ioan P. Georgescu
Ioan P. Georgescu, cunoscut ca Pion Georgescu, (n. 25 decembrie 1884 – d. 1956) a fost un general român care a luptat în cel de-al Doilea Război Mondial.

## Decorații
- Ordinul „Steaua României” în gradul de ofițer (8 iunie 1940)[2]

## Legături externe
- en  Generals.dk